# Trifolium vavilovii
Trifolium vavilovii là một loài thực vật có hoa trong họ Đậu. Loài này được Eig miêu tả khoa học đầu tiên.